# 오미 유리에
오미 유리에(일본어: 近江 友里惠, おうみ ゆりえ, 1988년 7월 26일 ~ )는 일본의 언론인으로 前 NHK 소속 여성 아나운서이다. 고치현 출신이지만 도쿄도에서 유년 시절을 보냈다. 쇼와 대학 부속 쇼와 초등학교, 쇼와 대학 부속 쇼와 중학교·고등학교를 졸업하고 와세다 대학 정치경제학부 정치학과를 졸업했다. 2012년 NHK에 입사해 2021년 3월 말에 퇴사를 할 예정이다.
오미가 출연하고 있던 프로그램에서 대표적인 것은 2016년 4월부터 2018년 3월까지의 사이, 쿠사나기 쓰요시이 나레이션 하고 있는 지형·지질 프로그램 《부라타모리》가 있다. 2018년 4월 2일부터 2021년 3월 5일까지 평일 아침 정보 프로그램 《아사이치》의 메인 진행자로 활동했었다.

## 생애 및 경력
그녀는 어린 시절 매우 소극적인 여자였다고한다. 그 성격을 극복하기 위해 중학교에서 방송 클럽에 소속되어 대중 연설의 즐거움을 알았다. 고등학교 때 제52회 NHK배 전국 고교 방송 대회에서 입선을 했다. 또한 초등학생 시절부터 지역 신문사의 '주니어 기자'활동을 실시하고, 아이의 관점에서 신문 기사를 집필하고 있던 적도 있었다.
와세다 대학 재학시에는 텔레비전 뉴스에서 도우미를 맡은 적도 있다.
2012년에 아나운서로 NHK에 입사 후 신인 국원은 우선 지방에서 경력을 시작한다는 관례에 따라 NHK 구마모토 방송국에 초기 배속되었다. 거기에서는 구마모토 지방의 로컬 프로그램에 리포터로 출연하는 등 조금씩 경력을 쌓아 갔다.
2014년 봄 NHK 후쿠오카 방송국에 이동하고 뉴스 프로그램 《로쿠이치!후쿠오카》 뉴스 앵커를 맡았다.
2016년 3월 도쿄 아나운스 실로 이동하고 전국 방송에 출연을 시작했다. 평일 아침 뉴스 프로그램 《NHK 뉴스 오하요 일본》 코너에 출연하며 탤런트 타모리가 주연 한 아이돌의 쿠사나기 쓰요시가 나레이션을 하는 지형·지질 프로그램 《부라타모리》에 조수로 2년간 출연 해 인기를 얻었다.
2017년 4월부터 2018년 3월까지 《NHK 뉴스 오하요 일본》에서 뉴스 앵커를 맡았다.
2018년 4월 2일부터 만담가의 하카타 하나마루·다이키치과 함께 평일 아침 정보 프로그램 《아사이치》에 메인진행자로 활동하다가 2021년 3월 5일까지 진행했다.

## 같이 보기
- 타모리